# BeamNG.Drive
BeamNG.drive è un videogioco simulatore di guida open world per Windows sviluppato dall'azienda tedesca BeamNG GmbH, appositamente fondata a Brema da Thomas Fischer. Il gioco implementa la fisica del corpo morbido (soft-body physics), che permette di simulare in maniera particolarmente realistica i danni alle auto negli incidenti stradali o anche nei danni meccanici. La prima versione del simulatore è stata pubblicata il 3 agosto 2013; esso è stato poi reso disponibile in accesso anticipato su Steam il 29 maggio 2015 con una fisica e una grafica migliorata.
Il simulatore è stato sviluppato principalmente a Brema, ma vi hanno collaborato da remoto anche persone provenienti da diverse parti del mondo; è stato usato nell’industria cinematografica per testare anticipatamente e con costi minori gli stunt da girare con le auto durante le riprese.

## Modalità di gioco
Basato sul motore grafico open source Torque3D, il simulatore presenta diversi scenari e modalità, ampliabili con contenuti creati dagli utenti e scaricabili dal sito ufficiale. È possibile partecipare a gare e prove a tempo, ma anche vagare liberamente all’interno degli scenari, sperimentando il motore fisico avanzato del gioco, regolando ad esempio l'intensità del vento, la nebbia, le nuvole, l'orario del giorno e la forza di gravità.
Offre molte varietà di veicoli, da quelli più vecchi ai più nuovi, fuori strada, suv, utilitarie, pick-up, camion, super-car, ecc... con ogni preferenza di motori, che variano da benzina, diesel ad elettrici con una moltitudine di potenze e trasmissioni:     (manuale, CVT, automatico, automatico a doppia frizione).
All'interno del gioco, in modalità libera, è anche possibile inserire il traffico per rendere la simulazione più divertente o realistica a seconda della modalità con cui si imposta, infatti può variare da traffico civile a corridori o addirittura possono seguirti o venirti addosso.
La simulazione degli incidenti, oltre alla deformazione di telaio e carrozzeria, tiene conto anche di altri fattori quali lo stato del motore, che se sottoposto per un tempo prolungato in condizioni di stress estremo o in seguito a un urto, può perdere potenza oppure rompersi del tutto, degli pneumatici, che possono bucarsi o scoppiare, di sospensioni e assali, che possono guastarsi o rompersi rendendo difficile controllare il veicolo, e del serbatoio, che può esplodere o perdere carburante.

## Accoglienza
Il simulatore è stato accolto positivamente sia dalla stampa di settore che dal pubblico: Luke Reilly di IGN ne ha lodato il realismo, definendolo “impressionante”; lo stesso ha fatto Mike Futter su Game Informer mentre sulla rivista Automobile Aaron Gold, oltre a lodare l’ampia gamma di modelli disponibili, ha paragonato gli incidenti simulati con i crash test effettuati nel mondo reale dalla IIHS, dichiarando che “L' IIHS non regge il confronto a BeamNG.drive” (The IIHS has nothing on BeamNG.drive).